# (2907) Nekrasov
(2907) Nekrasov est un astéroïde de la ceinture principale.

## Description
(2907) Nekrasov est un astéroïde de la ceinture principale. Il fut découvert le 3 octobre 1975 à Nauchnyj par Lioudmila Tchernykh. Il fut nommé en honneur de Nikolaï Nekrassov. Il présente une orbite caractérisée par un demi-grand axe de 3,01 UA, une excentricité de 0,10 et une inclinaison de 10,2° par rapport à l'écliptique.

## Compléments